# The Weather Man
The Weather Man är en amerikansk långfilm från 2005 i regi av Gore Verbinski, med Nicolas Cage, Michael Caine, Hope Davis och Gemmenne de la Peña i rollerna.

## Handling
På ytan verkar allt gå väl för TV-meteorologen David Spritz (Nicolas Cage). Han får en stor mängd pengar för lite arbete och har möjligheter att bli befordrad till ett morgonprogram. Men på det privata planet håller hans liv på att falla samman; hans pappa Robert Spritzel (Michael Caine) har dålig hälsa, han har skiljt sig från sin fru Noreen (Hope Davis) och hans förhållande till sina barn är inte alls som de ska vara.

## Rollista
| Nicolas Cage        | – David Spritz           |
| Michael Caine       | – Robert Spritzel        |
| Hope Davis          | – Noreen                 |
| Gemmenne de la Peña | – Shelly                 |
| Nicholas Hoult      | – Mike                   |
| Michael Rispoli     | – Russ                   |
| Gil Bellows         | – Don                    |
| Judith McConnell    | – Lauren                 |
| Tom Skilling        | – WGN Assistant Director |

## Mottagande
Filmen fick ett blandat mottagande av kritiker; på Rotten Tomatoes som samlar ihop recensioner är 58% av recensionerna positiva.
Aftonbladets recensent Karolina Fjällborg gav filmen 3 av 5 och skrev:
| ” | ”Weather man” är visserligen inte felfri, men den har stunder av briljant svart humor som får en att skratta – även om det är med dåligt samvete. | „ |